# SEL (azienda)
La SEL AG-S.p.A. (acronimo di Südtiroler Elektrizitätsaktiengesellschaft, ovvero "società elettrica altoatesina") è stata un'azienda italiana produttrice di energia elettrica, leader di mercato in Provincia autonoma di Bolzano.
Era controllata al 93,88% dalla Provincia autonoma di Bolzano e al 6,12% da SELFIN Srl e deteneva compartecipazioni con Enel e Edison.
Nel 2011 è coinvolta nel cosiddetto "scandalo SEL".
Nel 2015 si è fusa con Azienda Energetica (AEW) andando a costituire una nuova società denominata Alperia.